# سيول وونغ يو
سيول يونغ وو Seol Young-woo ( (الكورية: 설영우) ؛( 5 ديسمبر 1998) لاعب كرة قدم كوري جنوبي . يلعب حاليًا في النجم الأحمر بلغراد . شارك في بطولة كأس العالم للأندية 2020 في قطر

## روابط خارجية
- الملف الشخصي في سووكير واي Soccerway